# Magyargéc, Nógrád
Magyargéc  este un sat în districtul Szécsény, județul Nógrád, Ungaria, având o populație de 922 de locuitori (2011). 

## Demografie
Componența etnică a satului Magyargéc
     Maghiari (84,2%)
     Romi (15,8%)
Componența confesională a satului Magyargéc
     Romano-catolici (62,69%)
     Fără religie (7,05%)
     Luterani (1,63%)
     Necunoscută (28,2%)
     Reformați (0,43%)
Conform recensământului din 2011, satul Magyargéc avea 922 de locuitori. Din punct de vedere etnic, majoritatea locuitorilor (84,2%) erau maghiari, cu o minoritate de romi (15,8%).  Din punct de vedere confesional, majoritatea locuitorilor (62,69%) erau romano-catolici, existând și minorități de persoane fără religie (7,05%) și luterani (1,63%). Pentru 28,2% din locuitori nu este cunoscută apartenența confesională.